# Abbazia di San Michele Arcangelo (Monticchio)
L'abbazia di San Michele Arcangelo è un'abbazia che sorge a Monticchio, la cui costruzione risale all'VIII secolo, intorno ad una grotta abitata da monaci basiliani.
Fu eretta su una grotta scavata nel tufo, nei pressi della quale sono stati ritrovati depositi votivi risalenti al IV-III secolo a.C. L'abbazia passò poi ai benedettini (che la abbandonarono nel 1456), ai cappuccini (che fondarono una biblioteca e un lanificio) e, nel 1782 all'ordine militare costantiniano, che ne fu proprietario fino al 1866. L'intero complesso è costituito da un convento a più piani, una chiesa settecentesca e la cappella di San Michele arcangelo. La grotta dell'Angelo dedicata a san Michele è adornata da affreschi risalenti alla metà dell'XI secolo ed era il luogo dove si riunivano in preghiera i monaci italo-greci che anticamente abitavano la zona. Da qui è possibile avere un suggestivo panorama dei laghi di Monticchio.

## Storia

### Dalle origini ai Basiliani
Nel 726 Leone III Isaurico, imperatore d'Oriente, emanò il decreto contro il culto delle immagini sacre. Questo decreto incrementò la fuga nei territori limitrofi di parecchi monaci orientali, molti dei quali vennero a ripopolare le città rese deserte per le guerre civili, le incursioni saracene, i terremoti, le carestie, le pesti. Si diffusero infatti per tutto il versante adriatico i monaci dell'ordine Basiliano. Anche la zona del monte Vulture fu raggiunta dai monaci Basiliani, ancor prima della fine del 900, quando l’abate San Vitale con il nipote e discepolo Elia capitò sul Vulture, proveniente dalla Calabria, nei pressi di Rapolla, dove morì nel 994. Infatti, la grande grotta del Vulture, posta a picco sul lago piccolo, e che ricordava molto il santuario di San Michele sul Gargano, fu abitata dai Basiliani, la loro presenza è confermata da un piccolo oratorio dietro l’attuale altare di San Michele.

### I Benedettini (secoli X-XV)
In un secondo momento arrivarono i Benedettini. Il nuovo ordine, forte del braccio dei principi Longobardi, si diffuse in questa zona e qui tra i laghi costruirono il monastero e la chiesa, intitolata prima a san Pietro, poi a sant'Ippolito; tuttavia i motivi di questo cambiamento sono sconosciuti e di questa costruzione restano solo ruderi, particolarmente evidenti la torre campanaria, l'abside ed i muri perimetrali.
I Benedettini, infatti, abitavano la zona di Monticchio e possedevano anche la chiesa suburbana di San Pietro, nei pressi di Melfi, già prima dell’occupazione dei Normanni che, insediatisi qui, dopo aver dato la chiesa in compenso nel 1043 a Guglielmo Braccio di Ferro, scacciarono per sempre da Monticchio i romiti Basiliani, accontentando i Benedettini.
A Guglielmo Braccio di Ferro successe il fratello Roberto il Guiscardo, che, raccogliendone l'eredità, conquistò vari territori, provocando una coalizione antinormanna, alla quale partecipò tra gli altri il papa Leone IX, che corse in aiuto dei Bizantini. Ne uscì vincitore Roberto, che sconfisse gli avversari nella battaglia di Civitate sul Fortore, facendo prigioniero il papa e, riconciliatosi, riuscì a farsi riconoscere tutti i suoi possessi dichiarandosi vassallo della Chiesa. Infatti nel 1059,” l’accordo di Melfi” tra Nicolò II e Roberto il Guiscardo riconobbe ai Normanni le conquiste fatte e quante altre terre avessero eventualmente tolto agli infedeli e agli eretici Greci, in cambio di aiuto militare alla Santa Sede. In quegli stessi giorni, papa Niccolò II, si recò a Monticchio, per consacrare con rito latino la chiesa di San Michele.
Nel 1066, però, nel corso del secondo Concilio di Melfi, i Normanni furono accusati di indebite appropriazioni di beni spettanti a chiese e monasteri, tanto che, in seguito, il nuovo papa Gregorio VII li scomunicò, facendo sollevare le popolazioni del posto, primi fra tutti quelli della valle dell’Ofanto e di Monticchio ma la scomunica non fece paura ai Normanni che nel 1078, assediato Monticchio, lo conquistarono.
Nel corso del XII secolo, vi fu un declino della Badia a causa del nuovo ordine degli “Umiliati” di Montevergine, fondato da san Guglielmo da Vercelli che, per molto tempo, si stabilì nella zona del Vulture nella valle dell’Ofanto. La sua gloria incominciò il giorno in cui apparve a San Guglielmo Cristo che gli ordinò di ritornare in mezzo agli uomini e di diffondere la regola benedettina. Così fece il Santo, diventando presto molto caro a tutti e molto famoso tra la gente del Vulture e della Valle di Vitalba, con gravi preoccupazioni degli abati di Monticchio. La congregazione di San Guglielmo, infatti, fiorì principalmente a spese delle vecchie badie, che non ebbero più elargizioni di nuove terre e ogni sorta di beneficio e quando il Santo morì nel 1147, il suo ordine sopravvisse per molto tempo. Pertanto i monaci di Monticchio dovettero lavorare molto per conservare l’importanza della loro badia e per incrementare il pellegrinaggio.
La Badia di Monticchio, comunque, aveva un'importanza e una grandezza davvero eccezionali e lo prova una bolla di Papa Alessandro III del 2 aprile 1175 che elenca tutti i possedimenti della badia. Questa grossa fortuna della badia incominciò a crollare a partire dal 1220, quando papa Onorio III incoronò imperatore Federico II: la decadenza della badia non fu solo materiale, ma anche spirituale.
L'abate di Monticchio, Giovanni, avendo saputo che Carlo d'Angiò si era impegnato in un rapporto vassallatico con la Chiesa, prima della sua discesa in Italia e prima di restituire tutti i beni precedentemente sottratti alla Chiesa, partì subito da Monticchio per presentare al nuovo re la supplica della restituzione di tutti i beni e privilegi della badia sugli antichi territori.
Riprese, così, la fortuna della Badia; i suoi beni furono direttamente amministrati dall'Abate e le rendite del territorio ma, anche questa volta, non durò molto: le guerre tra Angioini e Durazzeschi devastarono anche la regione del Vulture e il territorio della Badia. Il benessere precipitò nuovamente, come precipitarono gli Angioini per le lotte interne. Nel 1442 salì al trono di Napoli il re Alfonso d' Aragona.
La badia, ormai in misere condizioni ed in debito presso la Camera apostolica, crollò materialmente nel grande terremoto che il 5 dicembre 1456 colpì tutta la zona del Vulture e quando l'ultimo abate dei Benedettini morì sotto le macerie si chiuse la storia dei Benedettini.

### Dai frati agostiniani ai cappuccini
Nel 1460, papa Pio II pensò di dare, per la prima volta, la Badia ai cardinali di Santa Romana Chiesa e nel 1506 prese possesso della Badia l'abate commendatario cardinale Gianfrancesco Carafa e dopo la sua morte gli succedette il nipote Giovanni Girolamo Carafa, quindi, la commenda cadde nelle mani del cardinale Marco Sittico Altemps nipote di Pio IV.
Qualche anno prima della morte, l'Altemps investì della Badia il parente cardinal Federico Borromeo, descritto da Alessandro Manzoni ne “I Promessi Sposi”. Il cardinale, nel 1591, mandò a prendere possesso della Badia Bernardino Calcagni; la Badia però era in gravi difficoltà e altrettanto grosso era il disagio di natura spirituale, infatti, i frati agostiniani non avevano vocazione.
Il cardinale mandò, allora, a Monticchio l'abate Giovanni Battista Besozzi, il quale, constata la situazione disastrosa, manifestò al cardinale il suo progetto di scacciare quei monaci e affidare la Badia ai padri cappuccini. Il cardinale acconsentì e i cappuccini di Monticchio incontrarono subito il favore dei paesi del Vulture.

## L'edificio
L'intero complesso è costituito da un convento a più piani, una chiesa settecentesca e la cappella di San Michele arcangelo. La storia della badia appare, fin dalle origini, strettamente legata alla presenza di una comunità di Benedettini che è insediata nell’istmo tra i due laghi, nell’abbazia di Sant'Ippolito. Qui sono da collocare la maggior parte delle strutture utilizzate per fornire assistenza ed ospitalità ai pellegrini. È probabile che questa sia stata costantemente utilizzata per officiare i riti connessi al culto dell'arcangelo e i numerosi ampliamenti nell'edificio sono da relazionare alla costante crescita dell'insediamento ed al radicarsi del culto nell'area del Vulture.
Nella chiesa abbaziale la fase più antica è riconoscibile in una chiesa ad aula unica absidata databile al IX-X secolo. Una seconda fase è da ricondurre alla costruzione di una nuova chiesa a tre navate con terminazione trilobata. Una terza evidenzia l'andamento di quest'ultima con la trasformazione della chiesa preesistente in cripta della nuova che presenta tre navate, la terminazione trilobata ed il transetto sopraelevato successivamente interventi sulla chiesa, nell'XI secolo, portano alla costruzione del campanile ed all'ulteriore prolungamento delle navate. A seguito degli eventi bellici che coinvolgono il Vulture nello scontro tra Svevi e Angioini si innesca un lungo periodo di decadenza del monastero che determina l'abbandono delle fabbriche e della chiesa, la quale intorno alla metà del secolo XIV è ricostruita in forme più ridotte con una pianta ad aula unica absidata.
La piccola chiesa in grotta, invece, rivela ben presto dimensioni non adatte ad accogliere il grande numero di pellegrini e perciò i monaci hanno cercato di ampliare la chiesa-santuario. L’abbazia di S. Ippolito e il santuario di San Michele, per quanto collocati in aree diverse, sono collegati nella gestione dei flussi di pellegrini e delle attività che interessano l’area. Un accidentato percorso collegava l'abbazia al santuario fino a trasformarsi nell'ultimo tratto, lungo le pendici del vulcano, in una ripida scala inglobata negli edifici circostanti la grotta dell'Arcangelo.

### Le fasi edilizie
Le fasi edilizie evidenziano i momenti dello sviluppo del santuario. Nella fase più antica il luogo di culto doveva essere limitato alla sola grotta dove durante la prima metà del secolo XI era stata edificata una piccola edicola, decorata con affreschi. Nella parte sottostante la grotta e lungo il sentiero che saliva dai laghi erano aperte piccole grotte scavate nella roccia vulcanica, utilizzate come rifugio dei pellegrini e come sepolture.
Il primo intervento finalizzato ad ampliare il santuario databile alla seconda metà dell'XI secolo fu la costruzione di un'ampia piattaforma sottostante l'edicola dell'Arcangelo. Un secondo e più vasto intervento risale al XII secolo; la piattaforma è ampliata e la grotta è inglobata in un corpo edificato. L'interno del santuario risulta scandito da più livelli raccordati tra di loro da una serie di gradinate. L'avanzamento del corpo della chiesa lungo il pendio della montagna determina l'inglobamento nella fabbrica delle grotte sottostanti il santuario e dell'ultimo tratto della scala che conduce verso i laghi. Gli ambienti realizzati sono usati da monaci benedettini come una piccola foresteria per l'alloggio degli addetti al servizio del santuario.
La struttura sarà successivamente usata dai frati agostiniani una volta abbandonato il complesso sui laghi. Il terremoto del 1456 avrebbe semidistrutto l'abbazia di Sant'Ippolito eretta tra i due laghi accelerando la decadenza della comunità monastica dei benedettini, avvenuta nella prima metà del XVI secolo.

### Gli interventi di restauro tra XVI e XVII secolo
Intorno alla metà del XVI secolo arrivano i frati agostiniani che nel 1593 sono sostituiti da una piccola comunità di Cappuccini. Questi prendono possesso del santuario nel 1608 e tentano di restaurare gli edifici. Ben presto desistono dall'intento ed abbandonano Monticchio, salvo poi ritornarci dopo la promessa del Cardinale di provvedere alla costruzione di un nuovo convento ed al restauro della chiesa. Con il ritorno dei cappuccini, l’ampliamento ed il restauro della fabbrica prosegue, ma è condizionato dalle poche risorse disponibili. L’edificazione del nuovo convento cappuccino, parte dalla ristrutturazione delle parti inferiori dell’edificio preesistente e dal restauro delle fabbriche medievali, per coinvolgere dopo le aree a destra ed a sinistra della chiesa.

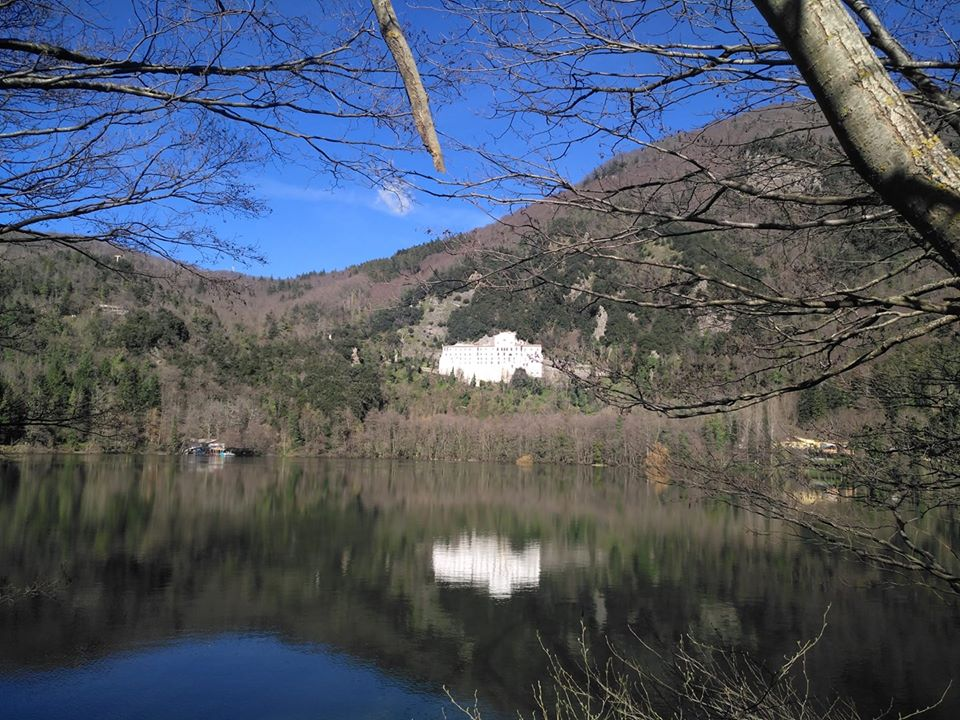
Monticchio (lago piccolo)

I primi interventi sulla chiesa sono attestati nel 1669 quando a causa della caduta dei massi, il tetto della chiesa è sfondato ed il santuario in parte crollato. Nel 1773, grazie all'opera del nuovo padre guardiano, frate Michelangelo da Rionero, si registra una maggiore disponibilità di risorse e dopo il 1791, un’accelerazione dei lavori, sia nel convento che nella chiesa, conclusi intorno al 1805. La chiesa francescana si presenta a tre navate coperte da una volta a botte e l’interno decorato da un elegante apparato di stucchi. La nuova sistemazione del sacello dell’Arcangelo determina una sostanziale modifica della parte terminale del santuario dove i Cappuccini, conservano l’edicola normanna, ma occultano l’abside tardo medievale in un nuovo altare maggiore eretto all'interno di un baldacchino nel quale spicca la nuova statua dell’Arcangelo costruita per sostituire l’effigie più antica. Sul lato destro dell’altare giunge la parte terminale della Scala Santa con gli accessi agli ambienti per l’assistenza ai pellegrini, mentre sul lato sinistro si apre il collegamento con il convento dei frati.

### Il santuario oggi
I recenti restauri del complesso hanno ulteriormente modificato il santuario e l’area adiacente. Nella chiesa sono state rimosse tutte le decorazioni barocche; è stata riportata alla luce la gradinata di collegamento tra la chiesa e l’edicola dell'Arcangelo mentre, dopo la demolizione della volta è stata costruita una copertura a capriate, apparentemente in legno, ma realizzate in cemento armato.
Per rendere possibile la vista dei laghi direttamente dalla chiesa, la facciata tardo-medievale del santuario è stata aperta sul corridoio di collegamento tra la foresteria ed il convento. Infine un piccolo ambiente, collegato alla navata laterale sinistra, è stato trasformato in cappella per conservarvi l'altare maggiore rimosso dal presbiterio dopo la distruzione della decorazione barocca.
Il santuario, oggi, appare completamente inglobato nella chiesa e nel convento eretto dai Cappuccini, all'interno di una stratificazione storica e culturale, in un ambiente nel quale elementi naturali ed interventi dell'uomo si sovrappongono con un risultato molto suggestivo.